# 장승 (동오)
장승(張承, 178년~244년)은 중국 삼국 시대 오나라의 관료로 자는 중사(仲嗣)이며 서주 팽성국 사람이다. 장소의 아들이다.

## 행적
어려서부터 재능과 학문으로 이름이 있었고, 제갈근, 보즐, 엄준과 함께 좋은 친교를 맺었다. 태조가 표기장군이 되었을 때, 부름을 받아 서조연이 되었고, 외방으로 나가 장사 서부도위가 되었다. 산적을 토벌하여 정병 1만 5천 명을 얻었다. 후에 유수 도독, 분위장군이 되었고, 도향후에 봉해져 부곡 5천 명을 거느렸다. 가화 3년(234년), 태조의 명을 받아 손소 등과 함께 광릉, 회양으로 진군했다. 태조는 위 명제가 곧 오지는 못하리라고 여겼는데, 명제가 스스로 출격하였으므로 태조는 물러났고, 손소 등도 공격을 멈췄다.
장승은 사람됨이 장중하고[壯] 굳세며[毅] 충직하며[忠讜], 능히 인물을 살펴 알 수 있었다. 국사(國士)가 되어 위위에까지 오른 팽성 사람 채관, 예장 태수가 된 사경을 한미하고 어릴 때 발탁했다. 또 제갈각이 어렸을 때, 무리가 그 영재를 기이히 여겼지만, 장승은 종국에 제갈씨를 패하게 할 자는 원손(제갈각의 자)이라 했다.
자신을 진보케 하는 데 힘썼고, 친구들에게 정성을 다했으므로, 무릇 현인들 중 방문하지 않는 자가 없었다. 67세로 적오 7년(244년)에 죽었다. 시호를 내려 정후라 했다.
당초, 아내를 잃었을 때, 장소는 제갈근의 딸을 구했다. 장승은 제갈근과 좋은 교분이 있었기 때문에 어려워했으나, 태조가 권하여 마침내 제갈근의 사위가 되었다. 장승은 제갈근보다 겨우 네 살 어릴 뿐이다. 딸을 낳아, 태조는 아들 문제를 위해 그녀를 맞이했다. 태조는 자주 명령을 내려 문제가 장승을 공경하여 사위의 예를 행하게 했다.
능통이 죽었을 때, 태조는 크게 슬퍼하여 장승을 시켜 능통을 위해 명뢰를 짓게 했다. 노숙의 유복자 노숙이 장성해지자, 장승은 나중에 결국 노숙이 유수독이 될 것이라고 예언했다.

## 인물평
진수는 “장승과 고소는 마음을 비운 인격자로서 인물을 좋아하고 숭상했다.”고 평한다. 영천 사람 주소가 책을 지어서 보즐과 엄준을 칭찬하는 글 중에서 “고예장(고소)·제갈사군(제갈근)·보승상(보즐)·엄위위(엄준)·장분위 같이 완미함을 이룬 자가 없었다고 기록했다. 또 “멀리서 보면 엄숙하고, 가까이서 보면 온화하다.”라 했다.

## 가계
- 아버지 : 장소
  - 형제 : 장휴

## 같이 보기
- 삼국지 인물 목록